# Sageretia thea

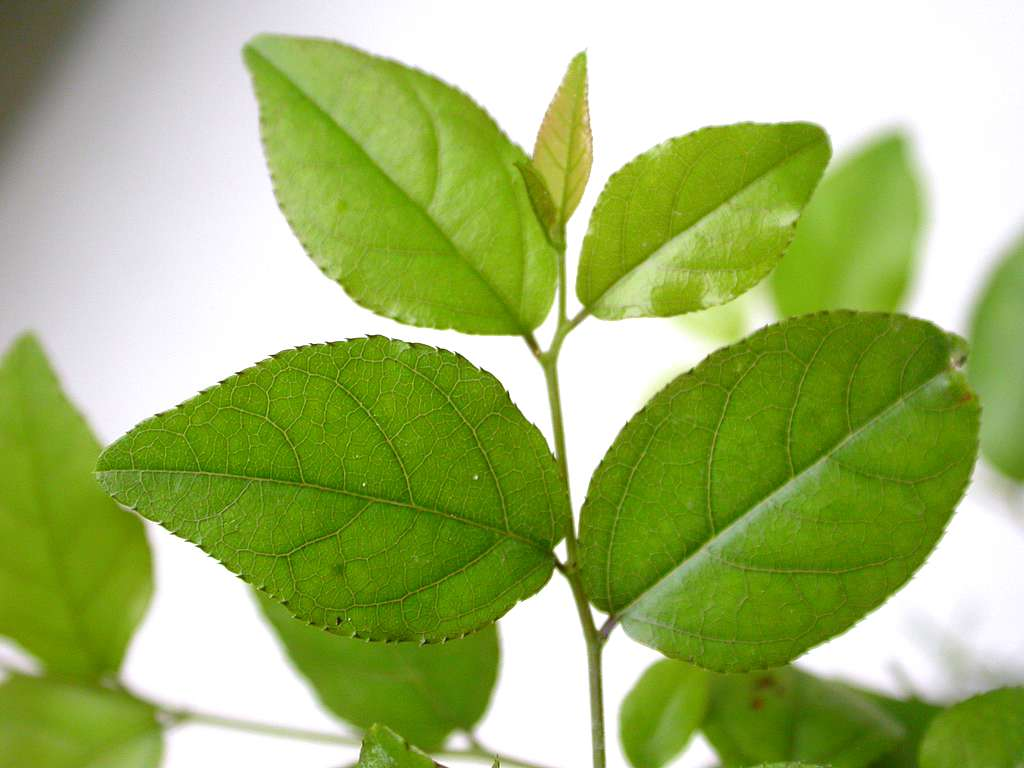
Hojas

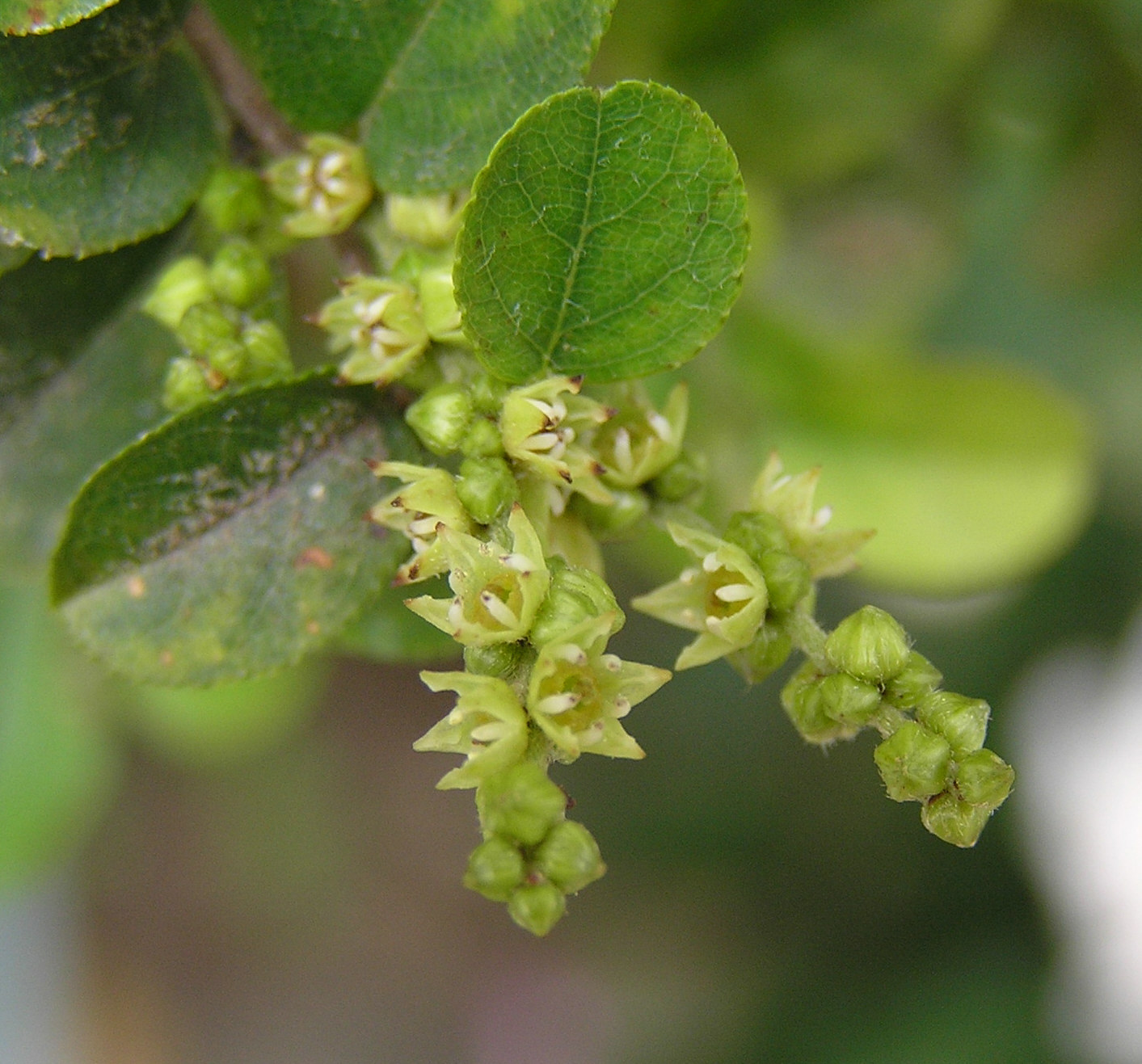
Flores

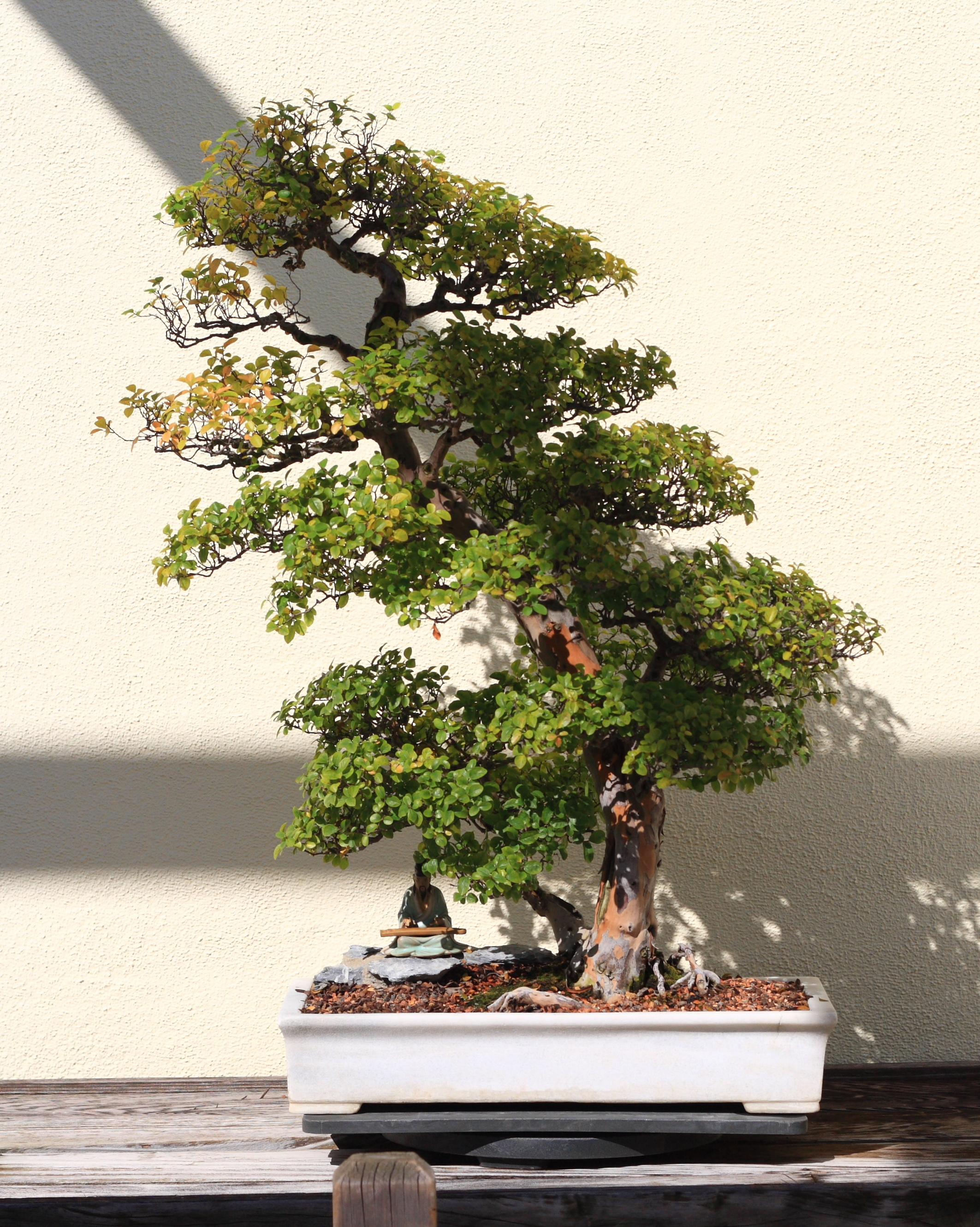
Planta adaptada para bonsái

Ciruela dulce o ciruelo dulce chino (en chino tradicional, 雀梅藤), sageretia o té de los pobres (Sageretia thea) es una especie de arbusto perteneciente a la familia Rhamnaceae.

## Descripción
Es un arbusto endémico del sur de China. Alcanza unas dimensiones de 1-3 m de alto y tiene pequeñas hojas verdes de 1.5–4 cm de largo, y un tronco leñoso con apariencia de piel. Se trata de una planta perenne con pequeñas flores poco llamativas. El fruto es una pequeña drupa comestible de 1 cm diámetro.
Es ampliamente utilizada para producir bonsáis.

## Taxonomía
La especie fue descrita inicialmente como Rhamnus thea por Pehr Osbeck y publicado en Dagbok öfwer en Ostindisk Resa 232, en 1757, actualmente es tanto un sinónimo como el basónimo de esta; y ulteriormente, sería transferida al género Sageretia por Marshall Conring Johnston en Journal of the Arnold Arboretum 49(3): 378, en 1968.

#### Etimología
Sageretia: nombre genérico otorgado en honor del botánico francés Augustin Sageret (1763 – 1851), siendo el pionero de la hibridación vegetal.
thea: epíteto proveniente del carácter chino 茶 (té/chá), pronunciado en neerlandés como thee, ya que en Países Bajos dio a conocer esta bebida a Europa por primera vez en el siglo XVI. Se deriva del vocablo griego Θεία (Tea), nombre de la titánide de la luz y la vista según la mitología griega, usado debido al uso de las hojas de esta especie como sustituto del té.

#### Subespecies
Se han descrito 2 subespecies diferentes:
- Sageretia thea var. bornmuelleri (C.K.Schneid.) M.C.Johnst. ex H.Hara, 1979
- Sageretia thea var. thea